# Dani California
 (octobre 2019).
Si vous disposez d'ouvrages ou d'articles de référence ou si vous connaissez des sites web de qualité traitant du thème abordé ici, merci de compléter l'article en donnant les références utiles à sa vérifiabilité et en les liant à la section « Notes et références ».
Singles de Red Hot Chili Peppers
Fortune Faded
(2003) Tell Me Baby
(2006)
Dani California est une chanson des Red Hot Chili Peppers et le premier single extrait de leur neuvième album studio Stadium Arcadium. Elle est sortie dans les bacs le 1er mai 2006.
La première diffusion mondiale à la radio s'est faite le 3 avril. Ce jour-là, la radio de Houston KTBZ-FM, spécialisée dans le rock, l'a diffusé en continu de 16 à 19 heures. Cette décision fut très appréciée du public puisque de nombreux auditeurs appelèrent la radio pour les encourager à continuer à passer la chanson.
Après une semaine la chanson atteignait des records de diffusion avec 2880 passages à la radio entre le 3 et le 9 avril. Grâce à cet incroyable démarrage, la chanson est rentrée directement numéro 1, un fait très rare, dans le classement Modern Rock Tracks, un classement effectué par Billboard magazine qui recense les chansons les plus jouées sur les radios rock américaines toutes les semaines.

## Clip vidéo
Le clip a été réalisé par Tony Kaye, connu pour avoir réalisé le film American History X. Il présente une série de parodies des plus grands artistes et groupes qui ont marqué l'histoire du rock et influencé les Red Hot. Bien que leur intention soit de représenter un style plutôt que des groupes ou musiciens spécifiques, certaines de leurs incarnations peuvent aisément être identifiées. Ainsi, le clip commence en noir et blanc puis passe en couleurs pour rendre successivement hommage :
1. au rockabilly (Anthony Kiedis chante en Elvis Presley) ;
2. à la British Invasion (Beatles) ;
3. au rock psychédélique (Jimi Hendrix, Cream) ;
4. au funk (Flea est habillé en Bootsy Collins et Kiedis en George Clinton de Parliament-Funkadelic) ;
5. au glam rock (Kiedis en Alice Cooper, Flea en David Bowie/Ziggy Stardust et Frusciante en Marc Bolan) ;
6. au punk (Sex Pistols, Iggy Pop) ;
7. à l'horror punk (Misfits) ;
8. au glam metal (Kiss, Mötley Crüe, Poison, Twisted Sister, Van Halen, Aerosmith) et
9. au grunge (Kiedis en Kurt Cobain de Nirvana façon MTV Unplugged).

À la fin du clip, on les voit, habillés à la façon d'AC/DC dans Thunderstruck, jouer leurs propres rôles sous un logo géant du groupe. La chanson atteint son apogée lors du solo à la guitare de John Frusciante.

## L'histoire de Dani
Après une courte évocation dans la chanson "Californication" ("a teenage bride with a baby inside"), le personnage de Dani est très présent dans le single "By the Way", ("Dani the girl" est citée dans le refrain de la chanson), son histoire se poursuit donc dans ce single.
Kiedis aurait mentionné lors d’une interview que le personnage de Dani serait la représentation de nombreuses femmes que lui et ses acolytes ont connues dans leurs vies.
Une vidéo est disponible sur le site officiel des Red Hot où ils parlent de l'histoire de "Dani California" et du personnage de Dani en particulier[réf. nécessaire].

## Accusation de plagiat
La chanson est l'objet d'une controverse où les Red Hot Chili Peppers sont accusés d'avoir plagié, avec "Dani California", une chanson de Tom Petty intitulée "Mary Jane's Last Dance", un titre qui avait eu un certain succès à sa sortie en 1993.
L'accusation a d'abord été portée par l'animateur Dan Gaffney à l'antenne de WGMD Radio où il a diffusé des extraits des deux chansons invitant les auditeurs à juger "par eux-mêmes" que les deux chansons seraient dans la même tonalité, partageraient une même progression harmonique et un même tempo et se ressembleraient jusque dans le thème des paroles. En outre, toutes les deux ont été produites par Rick Rubin.
Le téléphone de l'émission a été pris d'assaut par les fans dénonçant une tentative de l'animateur de se faire de la publicité sur le succès de la chanson. Ses détracteurs ont notamment argüé du fait que Dan Gaffney a accéléré le morceau de Petty et qu'en outre le reste des chansons et le solo de guitare sont très différents, enfin les accords utilisés sont très courants dans le rock et ne sont même pas exactement les mêmes entre les deux chansons.
Tom Petty a réagi à cette accusation en accordant une interview au magazine Rolling Stone auquel il a déclaré : « En vérité, je doute sérieusement qu'il y ait eu un dessein négatif sous cette histoire. De toute façon, le rock'n'roll se ressemble. Si quelqu'un avait reproduit ma chanson note pour note de façon malicieuse, peut-être que j'aurais agi, mais je ne crois pas tellement aux poursuites. Je crois qu'il y a assez de poursuites frivoles dans ce pays sans que l'on se dispute sur des chansons pop. »

## Titres sur le single
Toutes les faces B présentes sur les différentes versions du single sont des chansons qui ne figurent pas sur l'album Stadium Arcadium.

### Premier single
1. Dani California - 4:42
2. Million Miles of Water - 4:06

### Deuxième single
1. Dani California - 4:45
2. Whatever We Want - 4:48
3. Lately - 2:56